# キティ・プライド
キャサリン（キティ）プライド(Katherine "Kitty" Pryde、コミックス中でも間違われる事があるが、Prideは誤表記。)はシャドウキャットのコードネームで知られるマーベル・コミックのミュータントのスーパーヒーロー（スーパーヒロイン）でX-メンの一員である。作家のクリス・クレアモントと画家兼共作家のジョン・バーンによって制作された彼女はアンキャニィX-MEN#129(1980年1月)で初登場した。プライドはスプライト（Sprite）やアリエル（Ariel）という名前を使う事がある。
キティ・プライドは同調（Phasing）能力を持ち、彼女自身と彼女が触れている物に物質をすり抜させることが出来る。この能力はまた、彼女が通過するあらゆる電気的なフィールドを混乱させたり、彼女を擬似的に浮遊させ、文字通り「空中歩行」することができる。彼女は天才レベルのIQを持っており、コンピュータのエキスパートであり、格闘技でもかなりの腕前を持つ。
入団当時、キティはかつてX-メンに加える為に招かれた者達の中でも最年少であった。入って間もない頃は、多くの年上のX-メンメンバーからキッド・シスターと表現されており、より多くの確立されたキャラクター達にとって引き立て役となっていた。しかし、登場から年月が経て成長し成熟し、様々な進行中のコミックブックやミニシリーズ、カートゥーンで主要なキャラになっている。

## バイオグラフィー

### Early life
キャサリン・アン・キティ・プライドはイリノイ州デアフィールドでカルメン・プライドとテレサ・プライドの間に生まれた。ユダヤ人の家柄で父方の祖父・サミュエル・プライドマンは第二次大戦下ナチスのコンセントレーションキャンプに捕われた。

### X-メンとの出会い
キティは13歳の頃から頭痛を起こすようになり、それは彼女のミュータント能力の目覚めを知らせる物だった。彼女はそれぞれの目的の為にリクルートしたいと考えるX-メンのエグゼビア教授とヘルファイアクラブのホワイトクイーン（エマ・フロスト）の双方からアプローチを受けた。キティはホワイトクイーンが自分をあたかも「美味しそうなご馳走(something good to eat)」であるかのように見つめるのをみて狼狽した。彼女はエグゼビアと彼をキティとキティの両親に会わせる為にエスコートしてきた3人のX-メン（ストーム、ウルヴァリン、コロッサス）と仲良くなり、オロロとすぐに友達になった。オロロはキティに自分の正体とX-メンについて語り、その事でティーンエイジャーはエグゼビアの学園に赴く事をより強く望むようになった。
しかし彼等の会話は彼等がフロストとヘルファイアクラブに雇われた武装した傭兵たちによる攻撃によって妨げられた。X-メンはその攻撃者たちを倒したが、その直後ホワイトクイーンのテレパシー能力に屈服してしまう。混乱のなか、X-メンと離ればなれになったキティは彼等に捕まる事はなかった。彼女はどうにかしてサイクロップスやジーン・グレイ、ナイトクローラーと接触した。ダズラーとプライドの助けを借りて、X-メンはチームメイトと同じく捕われていたエグゼビアを救出した。
ホワイトクイーンは戦闘によって死んだかと思われ、それは彼女がもはやエグゼビアとキティの両親との承認を巡って争わない事を意味していた。不幸にもキティの両親は一日以上も彼女の消息を掴めなかった。それというのもその間彼女は初めてヘルファイアクラブの男達に追跡されX-メンと共に彼等の友人を救う為に働いていたからである。両親が知っていたのはキティがソーダの為にエグゼビアの生徒と共にでかけていた事であり、ソーダショップが襲撃を受けていた記録があり、キティはそれ以降行方不明になっていた。無理もないが、彼等は最終的にエグゼビアがキティと共に戻ってきた時に腹を立てていた。最初のうちはキティが学園にきてX-メンに加わる事が許される余地はないかに思われたが、フェニックス（ジーン）が自分のテレパシー能力でキティの両親から記憶を消し、偽の記憶を植え付ける事で、両親のエグゼビアに対する態度はがらりと変わった。このようなやり方で精神に干渉する事に対するモラルの問題は別にして、キティは両親の了解を得てエグゼビアの学園に参加を許される事になった。彼女はその時点で最年少でX-メンに加わった。

### X-メンへの参加
十代の間、キティは学園やX-メンの中で多くの親密な関係を築いていった。彼女はコロッサスに夢中になり、彼の妹のイリアナ・ラスプーチンとは親友となった。当初はナイトクローラーら異形のミュータントを苦手としていたが、最終的には克服し、親友となった。キティはドラゴンのような姿で高度な知能を持つエイリアン、ロッキードとも友達となった。彼は外宇宙でのミッションのあと彼女についてきた。ロッキードはキティに非常に忠実で、二人はサイキックバンドを共有している。ウルヴァリンは平時は荒々しい性格だが、ある種の指導教官となった。
キティは後に若きミュータント達がX-メンの不在時（彼等は外宇宙にいた）に結成したチーム「ニューミュータンツ」に加わった。キティはエグゼビア教授に彼女の高度な知性、成長、そして彼女が既にチームの中でもよく鍛錬を積んだメンバーであるという事実に基づいてX-メンのフルメンバーのままにしておくべきだと確信させた。この間キティはコロッサスと付き合い始めるが、これは長くは続かなかった。コロッサスが最初の「シークレット・ウォーズ」事件においてビヨンダーの惑星で出会ったジャジ(Zsaji)という名前の異星人の女性への想いを強めた為である。コロッサスのジャジへの想いは最初は彼女特有の治癒能力が傷ついた彼を癒した際の副作用だった。多かれ少なかれ、コロッサスの想いは本物で、彼は彼女の死に対する悲しみにうちひしがれて地球に帰還した。彼はキティに浮気を認め、それは彼女を深く傷つけ、交際は終了した。

### オグン
1985年のミニシリーズ「キティ・プライド&ウルヴァリン」ではキティは悪霊であり忍者のオグンに支配されてしまう。オグンはサイキックで彼女に格闘技を身につける為の仮想的な時間を授けた。キティはウルヴァリンの助けを借りてオグンの神秘的な力に抵抗し、二人は強固な師弟関係を形成した。キティはX-メンに戻り、もはやこれまでの純潔な子供ではなく公式にシャドウキャットというコードネームを採択した。

### モーロックの虐殺
キティは「ミュータント・マサカー」事件において、敵のミュータント、ハープーンによって酷く傷つき、その結果常に非実体化することになった。彼女はモイラ・マクタガートの配慮によってミューア島に大虐殺を生き残ったカジュアリティと共に緊急搬送された。マクタガートはキティの症状の悪化を防ぎ完全な物質的な実体の喪失と存在の消滅を回避する事が出来たが、それ以上の事は出来なかった。この時キティの通常の状態は非実体である。かつて彼女は非物質化する為に意識的な努力を必要としたが、今や固体化し続けていることに意識的な努力を必要としていた。彼女は紆余曲折を経てファンタスティック・フォーのリード・リチャーズによって助けられた。X-メンは治療法を求めてリチャーズを訪ねたが、彼は助けられるという確証がない為に最初は断った（リードは他のFFのメンバーとの間に彼等の起源を巡っていざこざを起こしていた。彼等は自分達が能力を得る事となった事故をリードがわざと起こしたのだと思っていた）。行き所を失ったX-メンは、ファンタスティック・フォーの大敵ドクター・ドゥームを訪ねた。これは双方にモラルジレンマを引き起こした。FFはX-メンがキティの命を救う為に決めた処置を止めようとしたために両チームは互いに戦った。最終的にファンタスティック・フォー崩壊の危機とシャドウキャットの命は救われた。ロッキードの助けを借りて双方を正気に戻らせたのはリードとスーの息子、フランクリン・リチャーズだった。

### エクスカリバー
他に傷つきミューア島に送られた者はコロッサス（モイラの治療から解放されて間もなく残りのX-メンとともに、アドバーサリーと戦うミッションにつくためイギリスへと発った。）とナイトクローラーだった。X-メンは自分たちの命を犠牲にしてアドバーサリーを倒し、その戦いはTVやラジオで世界中に伝えられた。X-メンは後に世間に隠されたまま甦らされたが、低姿勢を取り死んだままであると思わせることにした。この戦略はより効率的に敵と戦う為にとられたものであったが、同時にキティをふくむ友人や家族に連絡を取れない事も意味していた。X-メンが死んだと思ったキティとナイトクローラーはレイチェル・サマーズ、キャプテン・ブリテン、メガンらとイギリスに本拠を構えるチーム「エクスカリバー」を結成した。エクスカリバーとしての活動中、キティは短い間ブラックエアーのエージェントであるピート・ウィズダムと交際した。彼女はアリステア・スチュアート教授に惚れ込んだが、アリステアがレイチェルに引かれるようになってからは疎遠になった。
エクスカリバーは最終的に解散し、シャドウキャットはナイトクローラーとコロッサスと共にX-メンへと戻っていった。しかし、帰って間もなくエグゼビア教授の姿を借りたセレブロから出てきたインポスターの集団と対面した。キティはコロッサスの死後しばらくの間X-メンに留まっていたが、普通の人生を送ろうとしてシカゴ大学に通う事にした。この頃、彼女の父はカサンドラ・ノバのセンチネルたちがジェノーシャを壊滅させた時に殺されている。

### X-メンへの復帰
サイクロップスとエマ・フロストに請われ、キティは再びX-メンに加わった。しかし、因縁深いかつてのホワイトクイーン（エマ）についてはかなり疑念を抱いていた。実の所、フロストがキティにチームにいてもらいたかったのは自分が元の状態に戻らない為の安全装置としてである。フロストは自分を最も信用していない人間こそがそのような振る舞いを見抜きがちであると論じている。新しいチームでの最初のミッションの1つで、シャドウキャットはコロッサスの生存を知った。しばらくは気まずさがあったが、キティとピーター（コロッサス）は交際を再開し、ついには肉体関係を結ぶに到った。

### ブレイクワールド
最近、ヘルファイアクラブによるエグゼビア学園での殺戮で、キティはエマ・フロストが予期した通りの役割を果たし、エマを引きずりおろして幽閉したが、ヘルファイアの一員・パーフェクション（自分こそが本物の、改心していないエマ・フロストだと主張した。）が作り出した錯覚に捕われただけだった。幻覚の中で、キティはコロッサスとの間に子供をもうけていた。その潜在能力を危険視したX-メンによって攫われてしまう。キティは幻覚に従って子供を学園の深部にある殆ど脱出不可能な「箱」から救い出そうとする。現実にはこの新たなヘルファイアクラブのリングリーダー・カサンドラ・ノバの意識を封じたエイリアンエンティティ「Stuff」を解放していようとは知らずに。キティはその直後に卒倒し、パーフェクション、あるいはノバによって意識を失った。ノバの腹づもりは自らの精神をキティの身体に移す事だった。目覚めたばかりのサイクロップスは新たなヘルファイアクラブは実際にはX-メンが前回対面した時にエマの精神に入り込んだカサンドラ・ノバの意識の断片が作り出した精神の投影であることを明かした。サイクロップスが精神的な投影を殺すと、エマはノバをあぶり出す為にキティに彼女を殺させようとした。カサンドラ・ノバは懲りずに、イチキ・ヒサコ（=アーマー）に精神の宿主を切り替えようとした。彼ら全員がブレークワールドへの途中にあるS.W.O.R.D.のエアーステーションに連れ出されてしまったため、成功したかは不明である。

## 能力
キティは彼女を構成する原子を、通り抜けようとする物体を構成する原子の間の空間を通らせる事で、固体を通り抜ける能力を有する。この方法で、彼女と通り抜ける物質は時に相互作用なしで融合する事があり、シャドウキャットが物体を通り抜け終わるまでどちらも傷つく事がない。このプロセスはフェイズとよばれ彼女を抜本的に非実体化させる。
シャドウキャットは入り込む前と同じ速度で物体を通り抜ける。物体の内側にいる間は彼女は息をする事が出来ず、彼女は息が続く間しか固体の中で（地下を移動する場合も同様）フェイズが出来ない。
この能力は任意に使用できるが、一時期（出版されたコミックスで10年以上のうち連続して約2年間）、キティはフェイズした状態が普通になっており、実体化するには意識的に選択せねばならなかった。（しかし、彼女は元の状態に戻っており、現在は通常は固体であり能力を使う時に選択をせねばならない。）フェイズ中は、物理的にこの形態の表面を歩く事が出来ないが、それらの上にある空気の分子と相互に作用し合って登ったり降りたりする事が出来る。フェイズしている間は彼女は物理的な攻撃に対して耐性を持つようになり、テレパシーに強く抵抗できるようになる。幾つかの物質の密度は通り抜けようとすると彼女に深刻な方向感覚の喪失を引き起こすため、フェイジングに有害であると示されている。エナジーアタックもシャドウキャットには問題で、マローダーズのメンバー・ハープーンが放ったエナジーブラストは彼女に能力を失わせ、数ヶ月間完全に実体化させる事になった。魔法と魔法生物もキティのフェイジングにとってエニグマであることがハッキリしている。N'Garaiのデーモンとの戦闘で、フェイズ状態にも関わらず身体に傷を負っている。ソウルソード（イリアナが創った剣。魔法生物や魔法の物質のみを傷つける。）でも同様の事態が起こっている。能力の使用は彼女が通り抜けた電気的なシステム（幾つかのストーリーでは人間の身体も含んでいる。）にも原子と原子の間の電子の流れを乱す事によって干渉する。
キティは自分の能力を他者や物に拡張する事が出来る。現在、彼女は少なくとも落ち着いた状態で彼女の身体に触れている6人（または同体積の物質）を自分と一緒にフェーズさせる事が出来る。彼女はトレーニングで銃声のような大きな物音などの危険を察知すると身を守る為に反射によって自動的にフェージング状態になれるようになっている。
キティはロッキードとある種の精神的あるいは感情的な繋がりを共有しており、彼女と竜型エイリアンは互いの存在を常に感じ取る事が出来る。
ミュータントとしての能力の他に、キティは応用技術とコンピュータサイエンスの分野では天才である。オグンに支配された時、合気道や空手、忍術、クラブマガの技を仕込まれて、彼女は優れた格闘技の使い手になったようである。彼女は器械体操のトレーニングを受けていたり、プロレベルのダンサーであったりする。

## 現実のキティ・プライド
ジョン・バーンは1973年カルガリーのアートスクールの同級生からシャドウキャット並びにキティ・プライドの名前を取っている。ジョン・バーン曰く、「彼女の名前を気に入っているので、最初のオリジナルのコミックキャラクターにその名前を使わせてくれないかと頼んだ」とのこと。現実のプライドは後の影響を深く考えずに同意した。しかし、コミックスの出版後のシャドウキャットのファンに圧倒されて、彼女は自分の名前をK.D.Prydeと短縮し、フィクションのキティ・プライドとの関係を弱めようとした。彼女は自分の評判に対して複雑な想いを抱いており、バーンのコミックスのエンターテイメント性と芸術的な価値を評価しつつもより多くの人々に自分の事を単にシャドウキャットと同姓同名の人物である以上に評価してほしいと言っている。
クリス・クレアモントはキティ・プライドの人格の幾つかの要素をルイス・シモンソンの娘に由来していると言及している。

## 他のバージョン

### エイジ・オブ・アポカリプス
エイジ・オブ・アポカリプスの世界では、キティは劣悪な環境で育ち、性格もそれを反映した者となった。彼女はショートヘアでピッチリとした衣装に身を包むチェーンスモーカーである。彼女の両親はシカゴのカルスで殺され、彼女は強制的にアポカリプスの軍勢に引き込まれたが、後にコロッサスによって救い出された。X-メンの指導者マグニートーはシャドウキャットをローガン（ウルヴァリンのAoAバージョン）にトレーニングさせた。彼女は、教師であるローガンの戦闘スタイルに似せて、両手首に格納可能な人工のツメをつけた戦士となった。後に夫であるコロッサスと共に次世代の戦士であるジェネレーション・ネクストの教師となった。シャドウキャットはアポカリプスの強制収容所ザ・コア(the Core)からコロッサスの妹イリアナ・ラスプーチンを救い出すミッションにジェネレーション・ネクストチームと共に参加した。彼女は妹のイリアナを護ろうとする強迫観念に取り憑かれたコロッサスの手で誤って殺されてしまう。

### デイズ・オブ・フューチャー・パスト
デイズ・オブ・フューチャー・パストの世界（アース-811）ではシャドウキャットはケイト・プライドのモノである。ケイトはミスティークとブラザーフッドらによるロバート・ケリー上院議員の暗殺を阻害する為に時間を逆行しようと試みた。彼女は成功したが、単に別の（アース-811を創りだした原因となる出来事が起こらなかった）時間軸を作り出したに過ぎなかった。元いた時代に戻ってから、ケイトはレイチェル・サマーズが元いた時間軸に戻るために協力した。センチネルにとらわれたケイトは能力を抑制する首輪をすり抜けてタイムワープに落ちて、彼女をスキャンしてセンチネルとの融合が引き起こされ、レイチェルがいる時間軸へと辿り着いた。ケイトの精神は小さな金属の球体にちかい形状のボディーに組み込まれ、ウィジェットとして知られるモノとなった。その時間軸での幾つかの冒険の後、ウィジェット（=ケイト）は記憶を取り戻し、元いた時間軸へと戻りセンチネルを統制するプログラムを書き換え命を守った。独裁政治はかくして終わった。

### アルティメット・シャドウキャット
アルティメットでのシャドウキャット（キティ・プライド）の初登場は「アルティメットX-メン」21号で、この時点で14歳の少女だった。キティの母はキティのミューテーションを心配してエグゼビアに助けを求めた。キティはエグゼビアの学園の生徒になり、その時彼女の母はX-メンのミッションに参加しない事とデンジャールームでトレーニングをしない事を条件に入学を認めた。キティは間もなくこれを破り、最年少メンバーとしてX-メンに加わった。彼女はスパイダーマンを崇拝し、会った事もなければマスクの下の素顔も知らないうちから夢中になっていた。彼女はユダヤ人で首周りにダビデの星を身につけていた。
キティはボビー・ドレイク（アイスマン）と短い間付き合っていたが、彼がむかしのガールフレンドと連絡を取り合っていた事を発見して激怒し、腹を殴りつけて彼をふった。X-メンの仲間内で孤立を感じ、キティはピーター・パーカー（スパイダーマン）を呼んで間もなく交際を始めた。彼女はピーターと共に犯罪と戦い始めるが、彼女とピーターが世間に正体を明かす事なく出られるように異なったコスチュームを着ていた。TV番組はスパイダーマンとシャドウキャットがカップルである事を明かしてしまい、デートするのが難しくなってしまった。吸血鬼達と遭遇したあと、ピーターはメリー・ジェーン・ワトソンに正体を明かし、キティを嫉妬させ、怒らせた。キティがクイーンズ区でメリー・ジェーンがトラブルに巻き込まれている事を知ったとき、彼女はX-メンに応援を要請した。メイおばさんが心臓発作を起こし、彼の正体を知ったことを察して、彼女はエグゼビアにメイの記憶を操作するように頼んだ。彼は拒絶し、怒ったキティは脱退の前から彼を憎んでいたと明かした。「アルティメット・スパイダーマン」105号で彼女は、ピーターがメリー・ジェーンにキスをするのを目撃し、ショックを受け、更に孤独になった。「アルティメット・X-メン」79号ではエグゼビアの死後、荷物をまとめ、クイーンズにいる母の元へ引っ越す準備をしていた。偶然にもピーターの隣の家である。「アルティメット・スパイダーマン」106号では、ミッドタウン・ハイスクールに入学し、ピーターは彼女に別れ話を切り出せずにいる。
「アルティメット・マーベル・ユニバース　公式ハンドブック」#2によると、アルティメットのキティ・プライドは天才的なIQを持っていない。これは不正確であるか、或いは後付けの設定であり、彼女は技術について高度な腕を持っているとされている（元々の世界のキティ・プライドと同程度）。

### 他のバージョン
- アマルガム・コミックスではシャドウキャットは「スパイダーボーイ・チームアップ」というタイトルに登場し、レギオン・オブ・スーパーヒーローズのメンバー、ファントムガールと融合したキャラクター「ファントムキャット」となっている。ファントムキャットは「レギオン・オブ・ギャラクティック・ガーディアンズ2099」の一員である。
- アース-597（ナチス・ドイツが第二次世界大戦で勝利した世界）では、キティはシャドウキャットとしてナイトクロウラー、メガン、ハウプトマン・エングランデと共にライトニングフォース（エクスカリバーの別バージョン）の一員にさせられていて、ユダヤ人の血筋のために実質的な捕虜にされている。惨めな暮らしを送っており、刈り込んだ頭と前頭部に彫られたダビデの星のタトゥーが大きな特徴となっている。彼女自身のと彼女の世界でのモイラ・マクタガートに相当する人物の発言によって、このシャドウキャットは本物の幽霊で、科学と魔法の融合によって死体から甦り、ナチス政権の為に働かされていることがほのめかされている。このシャドウキャットはフェイズ能力によって生命を壊す能力が付加されていて、彼女の犠牲者達から意識を奪っている。これは元（アース-616）のマーベル世界の彼女がすり抜けたテクノロジーを混乱させるのとかなり似ている。彼女はまた、攻撃するとき或いは攻撃的な、上官に命じられた動作に呼応して顔の特徴を悪魔的なモノへと変貌させる事が出来る。
- 「ミュータントX」では、シャドウキャットはヘルファイアクラブの幹部ブラック・クイーンとなっている。
- 「What If...Wolverine:Enemy of the State」ではキティは秘密結社ヒドラ党にプログラムされたウルヴァリンがマーベルユニバースを破滅させた後に彼を殺す為に残った唯一のヒーローである。キティはウルヴァリンの脳に同調させた時に左腕を失っている。
- 短期シリーズ「Magik (Illyana and Storm)」の世界では、邪悪な魔導師ベラスコによってより猫のような形態（猫の目、ヒゲ、尾と強化された肉体と五感を持っている）に変異させられてからキティは「キャット」と改名した。ベラスコが支配する地獄の辺土（リンボ）に罠にかかって、キャットは魔法使いを倒すために好戦的な形態をとり、この世界のストームが受け入れた魔法を避け、代わりに剣術と白兵戦術のスキルを強化した。 彼女はアース616のイリアナ・ラスプーチンを魔術による堕落から護ろうと試みて、イリアナをリンボの荒野に連れ出して戦い方や生き残る術を教えた。しかし、イリアナは最終的にベラスコの影響下におかれ、キャットはより猫に近い形態に変貌し、精神的に動物に近くなり、ベラスコに完全に忠実になった。ベラスコが自分の反抗的な見習いに差し向けた折りに、キャットは最終的にイリアナに倒されている。キャットの手によって死に直面したとき、キャットが本心ではキティの一部がまだ残っており、隷属状態にある事を嫌っている事を知ったイリアナは自己防衛の形でキャットの首を折った。
- 「X-メン:ジ・エンド」の未来では、キティ・プライドはシカゴの市長となり、さらにアメリカ合衆国大統領となった。彼女は名前が明かされていないパートナーとの間に3人の子供がいる。
- 「アースX」6号の追記において、キティ・プライドがメタルフォームになれないコロッサスを護る為に殺された事が明らかになっている。弾丸を通過させずに、英雄的に受け、殺された。
- 「エクスカリバー」103号では、シャドウキャットの多くの別のバージョンを見る事が出来る。多くはエイジ・オブ・アポカリプスの様な他のコミックスに登場していた物である。しかし中には機械生命体ファランクスが変形したもの、セックス・ドミナトリックス、ホームレス、尼僧、骨董店を所有する普通の人間もいる。
- 「What if 」(セカンドシーズン6号の「"What If the X-Men had Lost Inferno?」では、キティは惑星上で最後に残ったスーパーヒーロー、8人の内の一人である。彼女は取り憑かれたウルヴァリンに殺害されるが、彼女の死が彼の正気を取り戻させ、彼はデーモンの大群を率いるバロン・モールドと戦った。
- 「アンキャニィX-MEN」153号では、キティはイリアナに、自分が海賊キティ・プライドとして登場するおとぎ話を語った。それは単なるフェアリーテイルだったのだが、「Nightcrawler (First Series) #3-4」で彼女は再登場し、実は別世界のキティ・プライドであったとされた。

## 他のメディア

### テレビ
- シャドウキャットはX-メンがゲスト出演するスパイダーマン&アメイジング・フレンズのエピソード「X-メンアドベンチャー」にスプライトの名前で登場している。彼女の声はサリー・ジュリアンが当てている。
- キティ・プライド（声：カス・スージー）はTVアニメのワンショット「Pryde of X-Men」にチームの新たなメンバーとして登場し、ストーリーは彼女の視点で展開した。
- 「X-メン:エボリューション」では、シャドウキャットはメインキャラの一人で、マギー・ブルー・オハラが声を当てていた。このシリーズでは彼女は活発で楽天的な、愛情に満ちたユダヤ系一家出身の十代の少女である。彼女の恋愛の興味の的は、当初対立していたアバランチである。彼女はエボリューションのナイトクローラーから一時期交際を迫られており、コミックスと同じく、最初のうちは彼の外見を嫌っていたが、親友として受け入れるようになった。シャドウキャットは最初の頃、強いバレーガール訛りで喋っていたが、後になって完全に無くなった。

### ビデオゲーム
- キティ・プライドはコナミの1992年のビデオアーケードゲーム「X-メン」にNPCとして登場している。このゲームでは彼女はシャドウキャットとしては知られておらず、「苦悩の少女」を演じている。
- 「X-メンレジェンド2:ライズ オブ アポカリプス」ではNPCとして登場している。プレイヤーがXマンションの廃墟に着いたときの隠れキャラである。彼女のコロッサスとの関係はこのバージョンのキャラクターと変わっておらず、プレイヤーがコロッサスを使って彼女に話しかけるとそれが引き金となって、スカーレット・ウィッチといちゃついていたとのではないかとシャドウキャットがコロッサスを咎めるユーモラスな一幕が発生する。他の殆どのアルティメットマーベルのゲームキャラクターと違って、シャドウキャットは通常のマーベルユニバースの衣装に身を包んでいる。X-メンレジェンドにはShadowcat's Touchと呼ばれるアイテムが存在する。

### 映画
シャドウキャットは映画「X-メン」三部作に登場している。各作品で彼女を演じる女優はそれぞれ違う。
- X-MENでは彼女は小さくカメオ出演していてスメラ・ケイが演じている。彼女はロバート・ケリー上院議員に"the girl who can walk through walls"として言及されている。彼女はエグゼビアの教室でも登場している。ウルヴァリンが入ってきたとき、彼女は本を忘れてきた為に戻ってきて、それらを掴むと壁をすり抜けて出て行った。
- X-MEN2では、短い登場シーンがありケイティ・スチュアートが演じた。彼女はウィリアム・ストライカーの軍隊のＸマンションへの攻撃から逃れる為に壁をすり抜けている。彼女はまた映画の最後でも言及されており、エグゼビアがどのようにして"a girl who can walk through walls"からファイルを得たかを説明している。
- X-MEN:ファイナル ディシジョンではエレン・ペイジが彼女を演じ、これまでの映画とは格段に大きな役割が与えられた。彼女はローグのアイスマンを巡る恋のライバルとなっていた。彼女はアルカトラズ島での戦闘でX-メンに参加しリーチをジャガーノートから護る為に前線を離れている。ペイジがシャドウキャットを演じると発表されるまではマギー・グレイスが演じるだろうと噂されていた。
- X-MEN:フューチャー&パストでは精神を過去に送り込むという新たな能力を発現させており、作中で非常に重要な役割を果たす。冒頭でその能力によって幾度も仲間と共にセンチネルの襲撃を回避した後、未来そのものを変える作戦でウルヴァリンの精神を1973年に送り込む役目を負う。作戦の途中で負傷しセンチネルの襲撃を受けるものの、最後まで役目を果たした。

彼女はどの作品でも空中歩行を見せていない。

## ポップカルチャー
- キティ・プライドはウィーザーの歌「In the Garage」で言及されている。
- シャドウキャットは映画「ジャッジメントナイト」のサウンドトラックに収録されているダイナソーJr.とデル・ザ・ファンキー・ホモサピエンの歌「Missing Link」でも言及されている。
- スパイク・リーの映画「25時」ではエドワード・ノートンのキャラが自分の監獄を脱したい願望を「もしも自分がX-メンに出てくる、壁をすり抜けられる女の子（"that girl from X-Men... the one who can walk through walls."）だったら良いのに、と言及する事で表現している。
- キティ・プライドは...アンド・ユー・ウィル・ノウ・アス・バイ・ザ・トレイル・オブ・デッドの歌・"An Ounce Of Prevention"に登場している。
- バフィー 〜恋する十字架〜の作者ジョス・ウィードンはキティ・プライドがバフィー・サマーズを作り出すインスピレーションとなった事を明かしている。[3]
- ジェネシスのテレビシリーズ「HEROES」の第一話では、ナカムラ・ヒロというキャラクターはとりわけキティが時間旅行をしたことを言及している。しかし、彼は時間旅行が起こったイシューナンバーをX-Men #143と間違って引用しており、実際にはX-Men #141-142であった。彼は後に仲間のヒーローのチャーリー・アンドリューズ（完全な記憶能力を持っている。）によって間違いを修正されている。
- モノポリーゲーム「マイマーベルヒーローズ」では、キティ・プライドの姓はPrideと誤表記されている。

## 各国での名称
キティのコードネームシャドウキャットは外国語では異なる訳語が使われることがある。フランス語ではキティは"Etincelle" (sparkle)と呼ばれており、一方で彼女はコミックスではSpriteと名付けられているが、現在ではシャドウキャットとしても知られている。スペインでは"Gata Sombra"、ラテンアメリカでは"Sombra"（「影」の意）、フィンランドでは"Varjokissa"、ポルトガル語では"Lince Negra"（「黒い山猫」の意）と呼ばれている。